# リンカーン法曹院
座標: 北緯51度31分01.65秒 西経00度06分52.48秒 / 北緯51.5171250度 西経0.1145778度

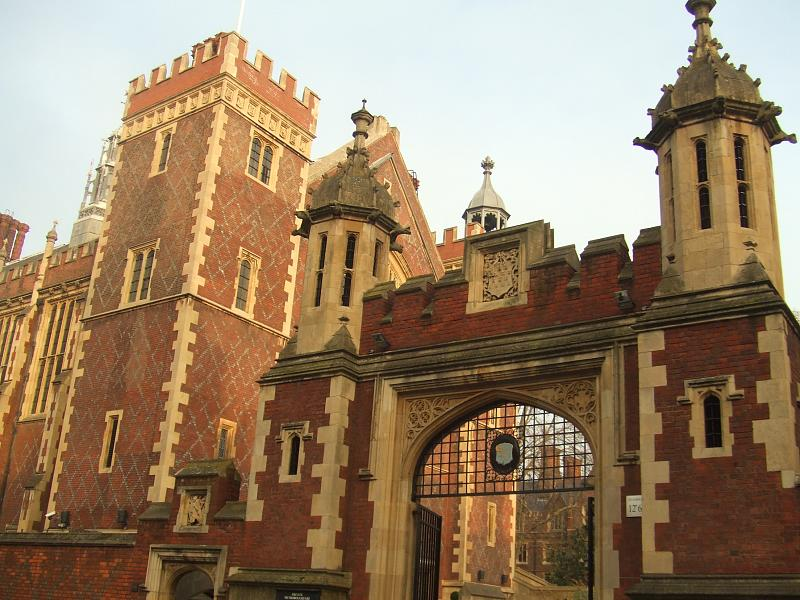
Lincoln's Inn

リンカーン法曹院 (The Honourable Society of Lincoln's Inn) は、ロンドン中心部のカムデン区ホルボーンにある法曹院である。法曹院はロンドンに4つあり、リンカーン法曹院はその1つである。法曹院は法廷弁護士の養成・認定に関する独占的な権限を持ち、イングランドとウェールズのすべての法廷弁護士および裁判官は4つの法曹院のいずれかに所属することが法律によって義務づけられている。
リンカーン法曹院は自らの名称にちなんだリンカーンズ・イン・フィールズに面しており、また王立裁判所にも隣接している。ロンドン地下鉄の最寄り駅はチャンスリー・レーン駅またはホルボーン駅。

## 概要

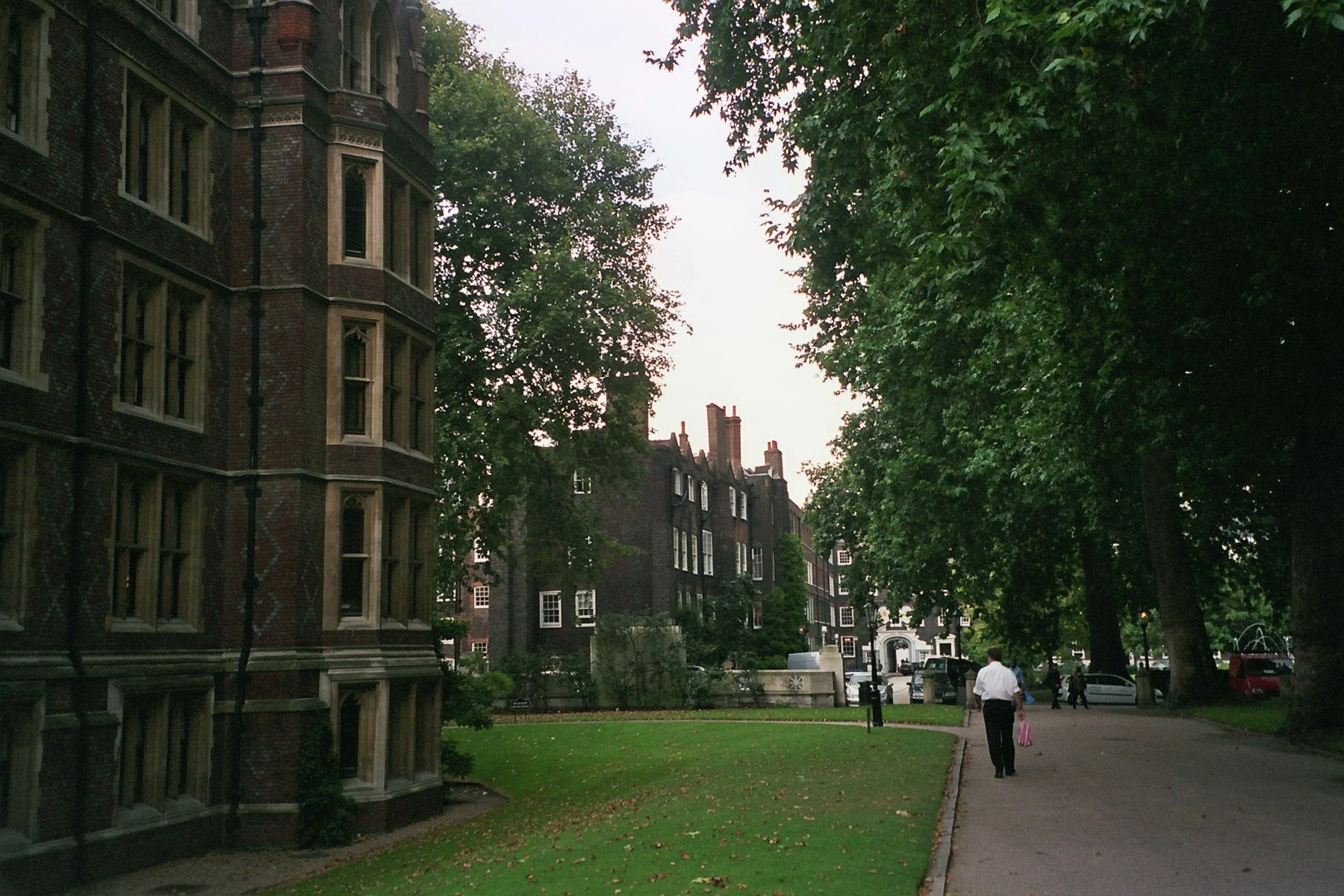
都心とは思えない静かな法曹院の敷地

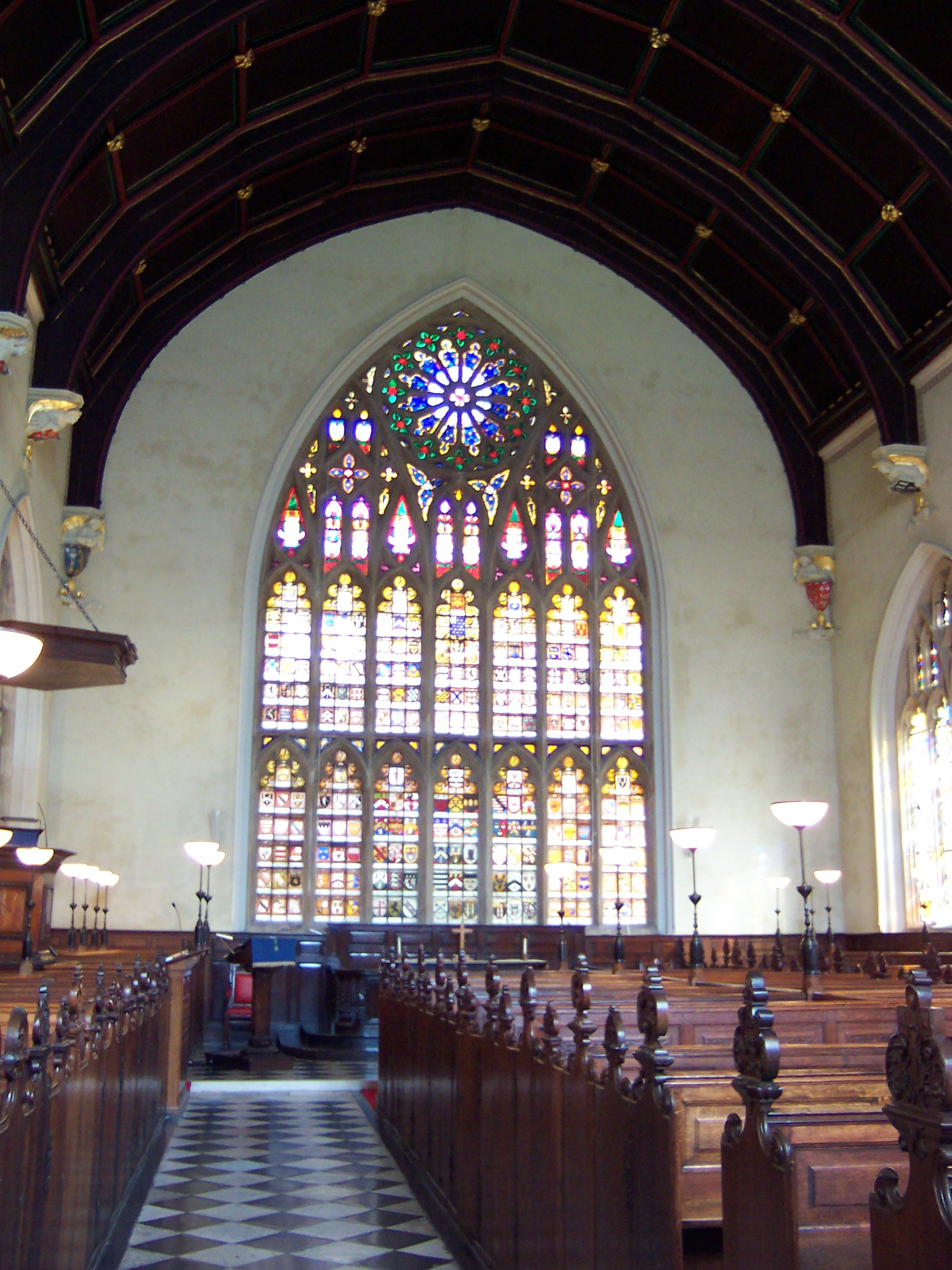
ニュー・チャペル

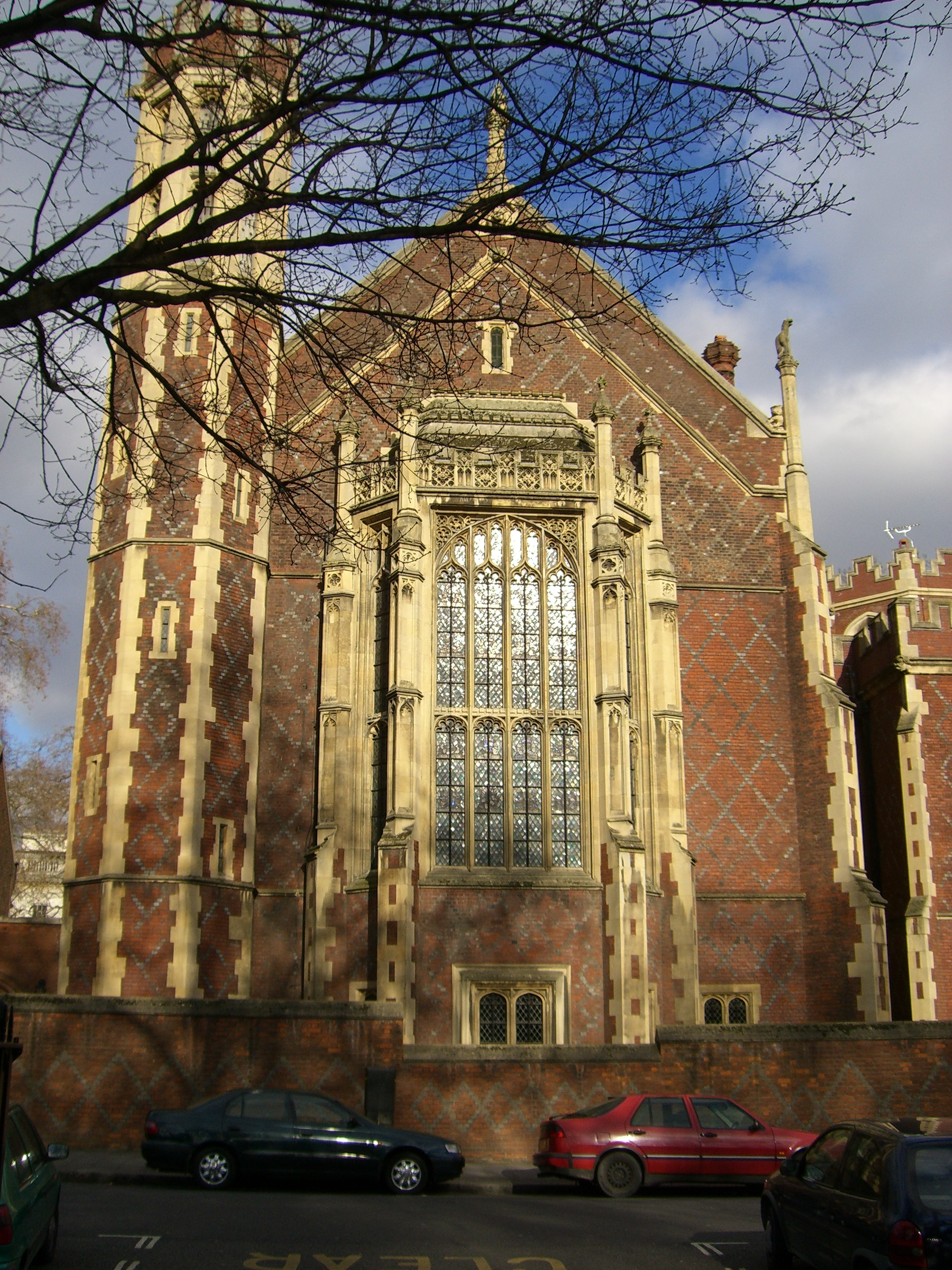
リンカーン法曹院図書館

リンカーン法曹院は法廷弁護士の育成・認定を行う非営利の協会組織である。他の3つの法曹院同様に、5世紀以上におよぶ歴史を持ち、その敷地内に図書館、宿泊施設、ダイニング、チャペル、庭園などを持つ。リンカーン法曹院の歴史は"Black Book"と呼ばれる書物に克明に記録されている。この書物は主に法曹院の財政的な事柄を記載したもので1422年の版から存在する。この1422年の版はリンカーン法曹院が1422年より遙に昔から存在したと記述しており、リンカーン法曹院が最古の法曹院だと一般に考えられている主因となっている。もっとも４つの法曹院は伝統的に同格であり、どの法曹院が最古かという論争はしないことになっているので、公式に最古の法曹院が決まっているわけではない。
リンカーン法曹院は遅くとも1442年から現在の場所と同じ場所にある。1442年の時点ではチチェスター司祭 (Bishop of Chichester)から土地を借りていたが、その後、1580年に自由保有権を取得している。またリンカーン法曹院という名称は第三代リンカーン公爵のHenry de Lacy (1249 – 1311)に由来すると考えられている。彼の大邸宅がホルボーンの少し東にあり、彼の名前が法曹院の支援者として記載されているためである。しかし、この説には異論もあり、リンカーン大司教であったRobert de Chesneyこそが法曹院の名称の由来であるという説もある。Chesneyは1161年に現在のSouthampton Building (リンカーン法曹院の東隣に位置する）が立っている土地にあった"Old Temple"を取得している。またChesneyはイングランド国王に大法官 (Chancellor)として仕えており、彼のこの役割がリンカーン法曹院の東にあるチャンスリー・レーン (Chancery Lane)という通りの名称の由来となったとされている。
リンカーン法曹院で特筆すべきはその荘厳な建築物であろう。15世紀後半から現存するオールド・ホールやチャンスリー・レーン側の門、17世紀に整備されたニュー・チャペルとニュー・スクウェア、そしてリンカーン・イン・フィールズ側のヴィクトリア朝時代の荘厳なゴシック建築でHardwick親子（父Philip Hardwickと息子Philip Charles Hardwick）が手がけたグレートホールと図書館などである。これらの建物は第二次世界大戦中のナチス・ドイツ軍によるイギリスへの空爆（ザ・ブリッツ）による被害を奇跡的に免れた。これらの建物はイギリス指定建造物一級に登録されている。リンカーン法曹院は、ロンドンの主要な観光スポットとは言い難いが、誰でもその敷地に無料で入ることができ、その美しい庭や建物を見学することが出来る。
リンカーン法曹院の図書館は法曹院同様長い歴史を持つ。この図書館は1471年には記録に登場しており、現在では15万冊の蔵書数を誇る。これらは主にイギリスの司法に関する書籍で、貴重なものも多い。特に貴重だと考えられているのは、"Hale Manuscripts"と呼ばれているもので、英国高等法院首席裁判官まで勤めたMatthew Haleが1676年に逝去した後、彼の遺言に基づいてリンカーン法曹院に寄贈されたものである。図書館は英国のみならず他の英連邦諸国の司法関連書籍、判例集、法学の教科書なども多く蔵書している。英連邦の司法関連書籍に関しては、法曹院同士で役割分担して収集されており、リンカーン法曹院図書館はオーストラリア、ニュージーランド、マレーシア、シンガポールおよび太平洋やアフリカにある英連邦の諸国を担当している。またリンカーン法曹院図書館はイギリス議会の議会議事録を1801年以来ほぼすべてを収集している。更に、地誌や法曹院周辺の歴史を記した書物、教区記録、小説、司法関連のパンフレットや小冊子などもある。これらパンフレットや小冊子のうち約2000点が16世紀以前のもので、法学・司法を研究する歴史家にとって貴重な情報源となっている。
現在の図書館はグレート・ホールの北端にある。グレート・ホールが建設された1843年から45年にかけて、図書館も作られた。その後、1872年にジョージ・ギルバート・スコットにより東側に増築されている。グレート・ホールが建築されるまでリンカーン法曹院図書館は1787年から1845年までは"No.2 Stone Buildings"、それ以前はオールド・ホール近くにあった。
リンカーン法曹院の敷地内には法学院のほかに68 Signal Squadronというイギリス軍で情報機器の運用を担っている部隊の本部が"No.10 Stone Building"に置かれている。このStone Buildingは18世紀後半にRobert Taylorによって設計された。

## 著名な関係者
英連邦や大英帝国の影響下にあった国々にはコモン・ローという中世イングランドのプランタジネット朝に生まれた法体系を採用している国が多く、また歴史的経緯からそれらの国々とイギリスの法曹の人的交流も盛んである。そのためリンカーン法曹院の関係者には英国のみならず、それらの国からの留学生も多い。なお、下記の分類はあくまで主な活躍分野に基づいている。法曹院は法廷弁護士のための施設なので、下記関係者の多くが法廷弁護士資格の保持者だということに留意されたい。

### 政治家

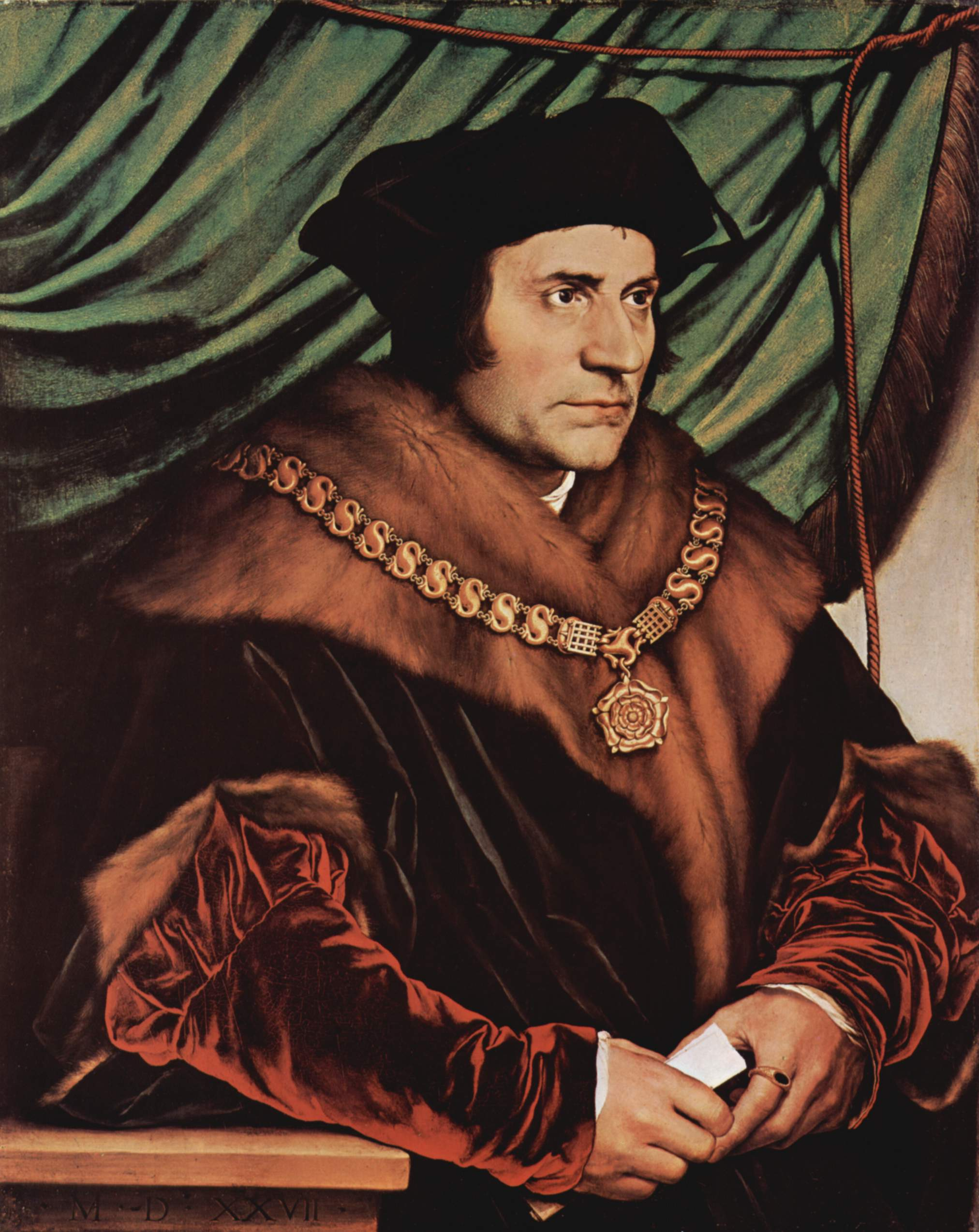
トマス・モア

- トニー・ブレア：英国首相 (1997~2007)
- マーガレット・サッチャー：英国首相 (1979~1990)
- ハーバート・ヘンリー・アスキス：英国首相 (1908~1916)
- スペンサー・パーシヴァル：英国首相 (1809~1812)
- ウィリアム・ピット：英国首相 (1783~1801, 1804~1806)
- ベンジャミン・ディズレーリ：英国首相 (1868、1874~1880）
- ウィリアム・グラッドストン：英国首相 (1868~1874、1880~1885、1886、1892~1894)
- オリバー・クロムウェル：イングランド共和国初代護国卿
- リチャード・クロムウェル：イングランド共和国第二代護国卿
- トマス・モア：英国大法官
- フランシス・ウォルシンガム：王璽尚書 (1576~1590)
- アヌルード・ジュグノート：モーリシャス共和国首相 (1982~1995, 200~2003)、大統領 (2003~)
- ムハンマド・アリー・ジンナー：パキスタン・イスラム共和国 (独立パキスタン)の初代総督 (1947~1948)
- ズルフィカール・アリー・ブットー：パキスタン・イスラム共和国首相 (1973~1977)、大統領 (1971~1973)
- ウィリアム・ペン：アメリカ合衆国ペンシルベニア州創設者
- 伍廷芳：清末民初の政治家・外交官。中国人最初の法廷弁護士
- Moudud Ahmed：バングラデシュ人民共和国首相 (1988~1989)
- ラトナシリ・ウィクラマナカ：スリランカ民主社会主義共和国首相 (2000~2001)
- Mohammad Hidayatullah：インド共和国副大統領 (1970~1984)、インド最高裁判所長官 (1968~1970)
- Henry Bedingfeld：エドワード6世とメアリー1世の枢密院参事官
- Fredrick Richard Senanayake：セイロン (現スリランカ民主社会主義共和国) 初代首相
- ダニエル・オコンネル：アイルランドの著名政治家
- Vicary Gibbs：イングランドとウェールズにおける司法長官 (1807~1812)
- William Garrow：イングランドとウェールズにおける司法長官、『当事者主義』考案者
- クィンティン・ホッグ：英国大法官 (1970~1974)
- Kamal Hossain：バングラデシュ人民共和国憲法起草者
- Makhdoom Ali Khan：前パキスタン・イスラム共和国司法長官、前パキスタン弁護士団理事会議長
- Edward Maria Wingfield：アメリカ合衆国バージニア州ジェームズタウンなどの植民地開拓者

### 裁判官
- Muhammad Zafrulla Khan：国際司法裁判所長官、 国際連合総会議長、パキスタン・イスラム共和国初代外務大臣
- William Murray：英国高等法院首席裁判官 (Lord Chief Justice of England and Wales)
- John Fortescue：英国高等法院首席裁判官
- John Glynne：英国高等法院首席裁判官
- Lloyd Kenyon：英国高等法院首席裁判官
- Matthew Hale：英国高等法院首席裁判官
- Lord Denning：イングランド控訴院記録長官 (Master of the Rolls)
- William Grant：イングランド控訴院記録長官
- Michael Fox：イングランド控訴院裁判官
- Nicholas Conyngham Tindal：英国民事高等裁判所首席裁判官 (Chief Justice of the Common Pleas)
- Robert Dallas：英国民事高等裁判所首席裁判官
- Mirza Hameedullah Beg：インド共和国最高裁判所長官
- Fazal-e-Akbar：パキスタン・イスラム共和国最高裁判所長官
- Sajjad Ali Shah：パキスタン・イスラム共和国最高裁判所長官
- Ajmal Mian：パキスタン・イスラム共和国最高裁判所長官
- Thomas Langlois Lefroy：アイルランド共和国最高裁判所長官
- Javid Iqbal：パキスタン・イスラム共和国最高裁判所判事
- Dorab Patel：パキスタン・イスラム共和国最高裁判所判事
- Frank Murphy：アメリカ合衆国最高裁判所陪席裁判官 (1940~49)、アメリカ合衆国司法長官 (1939~40)、ミシガン州州知事 (1937~39)
- William Osgoode：カナダ国オンタリオ州裁判所初代長官
- 福原芳山：大日本帝国大審院判事、長州藩宇部領主福原氏第26代当主

### その他
- ジョン・ダン：イギリスの詩人・哲学者、セント・ポール大聖堂の首席司祭（Dean of St Paul's）
- ジョン・ゴールズワージー：イギリスの小説家、ノーベル文学賞 (1932年)、国際ペンクラブ初代会長、"The Forsyte Saga" (『フォーサイト・サガ』)など
- ムハンマド・イクバール：ムスリムの詩人、哲学者、政治家
- ウィルキー・コリンズ：イギリスの小説家・劇作家、"The Woman in White" (『白衣の女』)など
- ヘンリー・ライダー・ハガード：イギリスの秘境探検小説作家、"King Solomon's Mines" (『ソロモン王の洞窟』)など
- ランス・ウェア：イギリス人弁護士、生化学者、およびメンサの設立者
- シェリー・ブレア：王室顧問弁護士 (Queen's Counsil)、英国首相トニー・ブレアの妻
- Anthony Grabiner：ロンドン・スクール・オブ・エコノミクス (LSE) 運営委員会議長
- James Hope-Scott：イギリスにおけるカトリック復興運動 (Tractarianism)主導者
- ジョン・ヘンリー・ニューマン：カトリック教会司祭、カトリック復興運動主導者
- William Hearn：メルボルン大学法学部初代学部長
- John Beames：インド高等文官、チッタゴン長官
- Diana Louie Elles：レディング大学 (University of Reading) 学長、国連総会イギリス代表
- Robert Holford Macdowall Bosanquet：イギリスの科学者・音楽理論家、王立音楽大学教授
- チャールズ・キングズリー：イギリスの小説家、英国国教会司祭、ケンブリッジ大学教授、国王エドワード7世の教師、"Westward Ho!"など
- St. George Jackson Mivart：イギリスの生物学者
- Charles Reade：イギリスの小説家・劇作家、"The Cloister and the Hearth!"など
- Archibald Smith：スコットランド人の数学者
- Arthur Wynn：ソビエト連邦KGBのスパイ

## ギャラリー

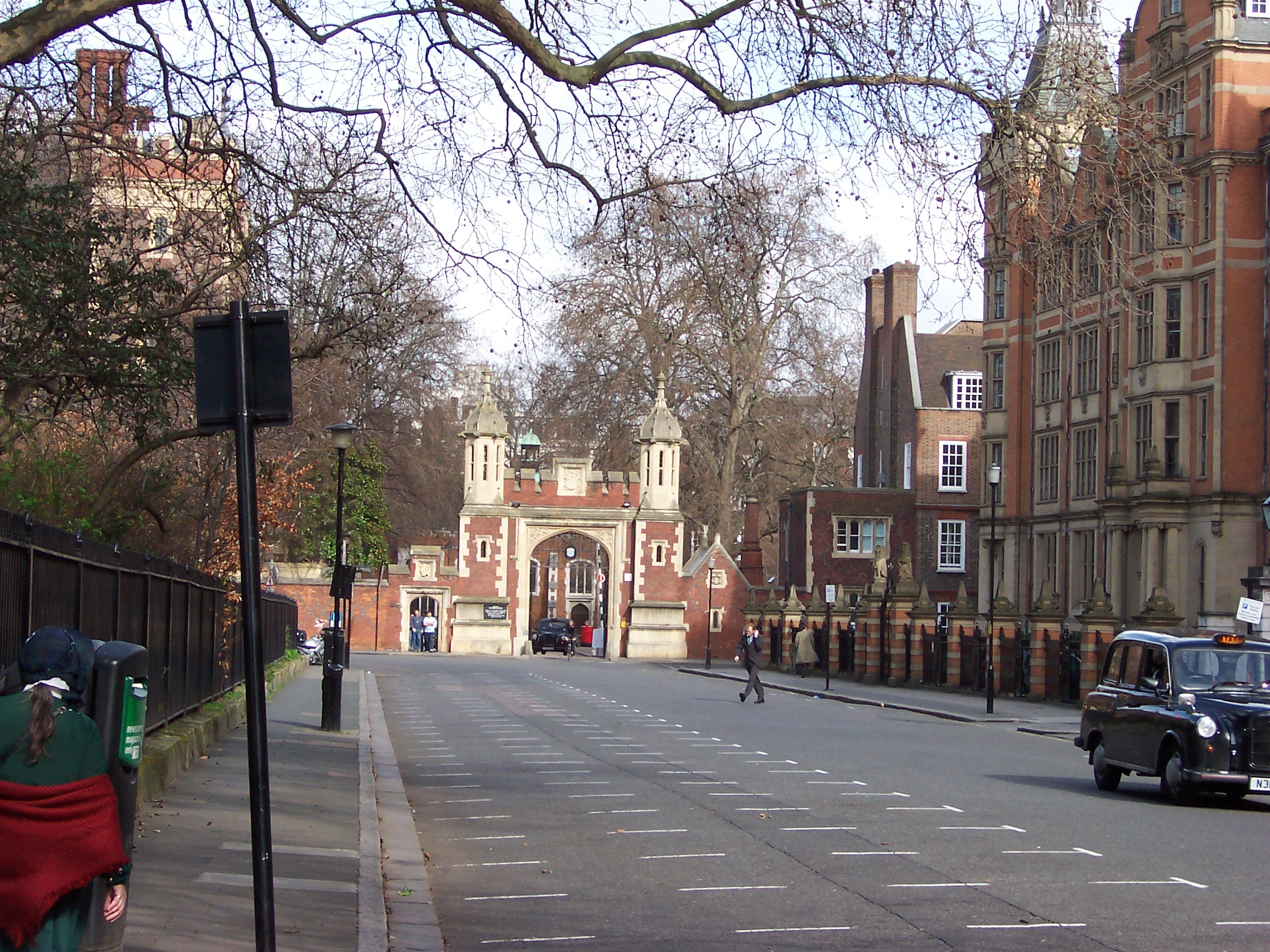
リンカーン・イン・フィールズから見た法曹院(1)
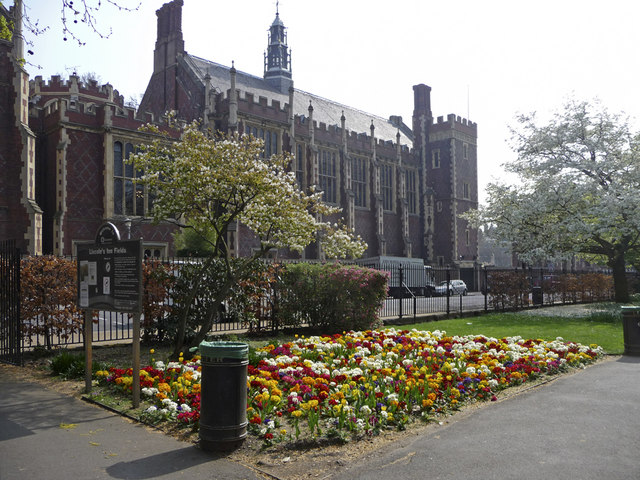
リンカーン・イン・フィールズから見た法曹院(2)
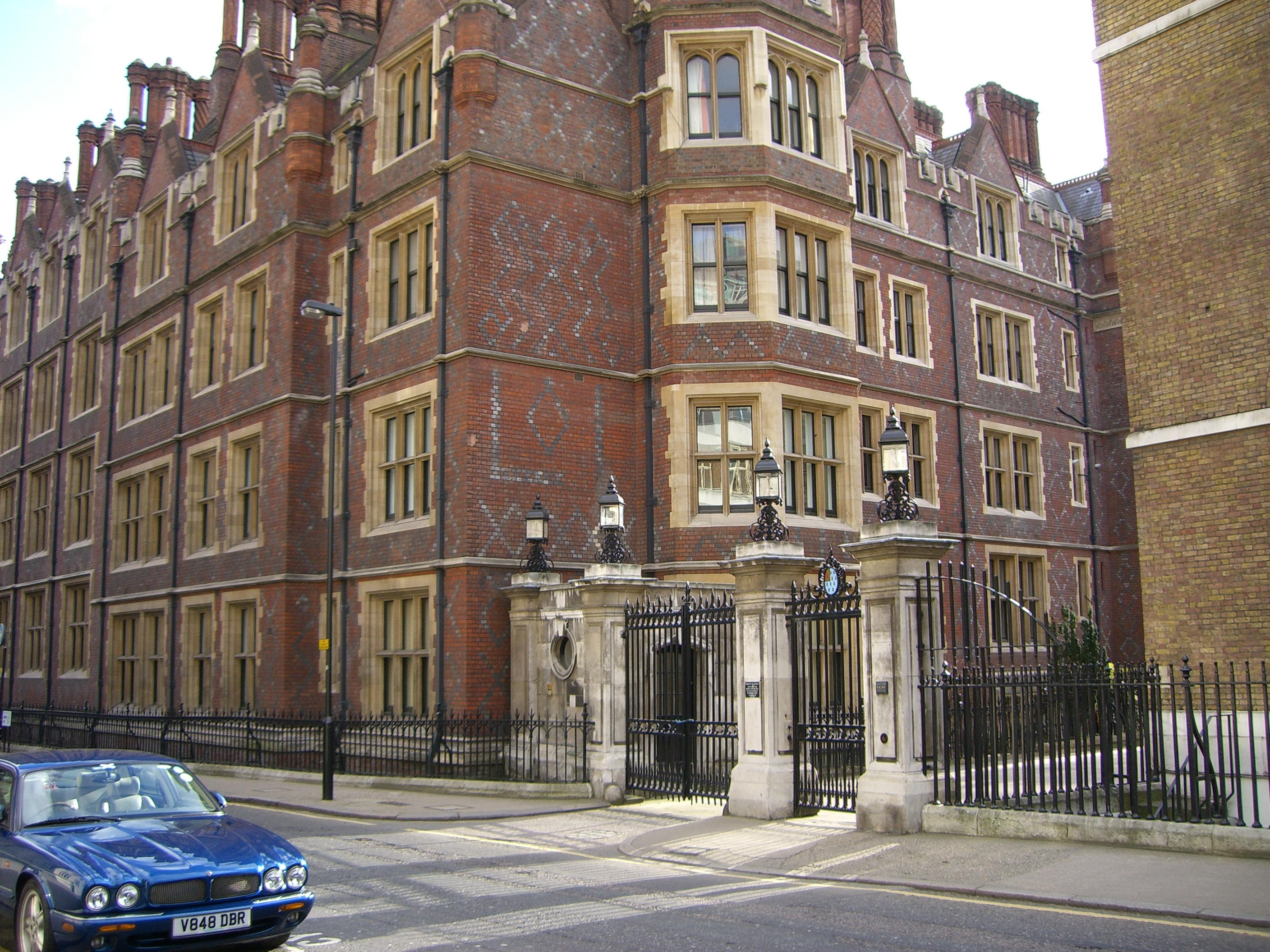
チャンスリー・レーン側入口
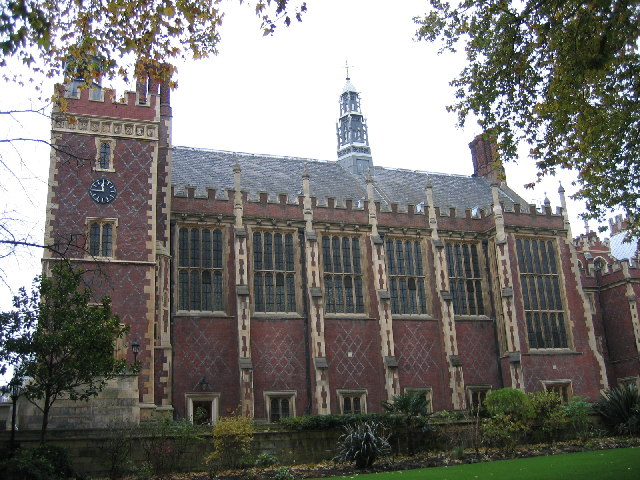
グレート・ホール
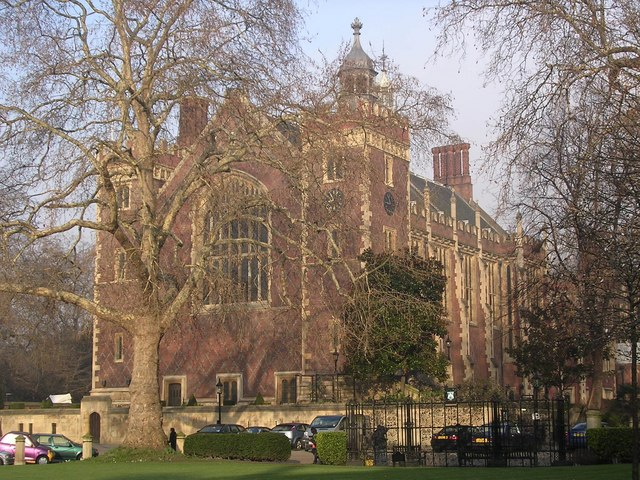
ニュー・チャペル外観
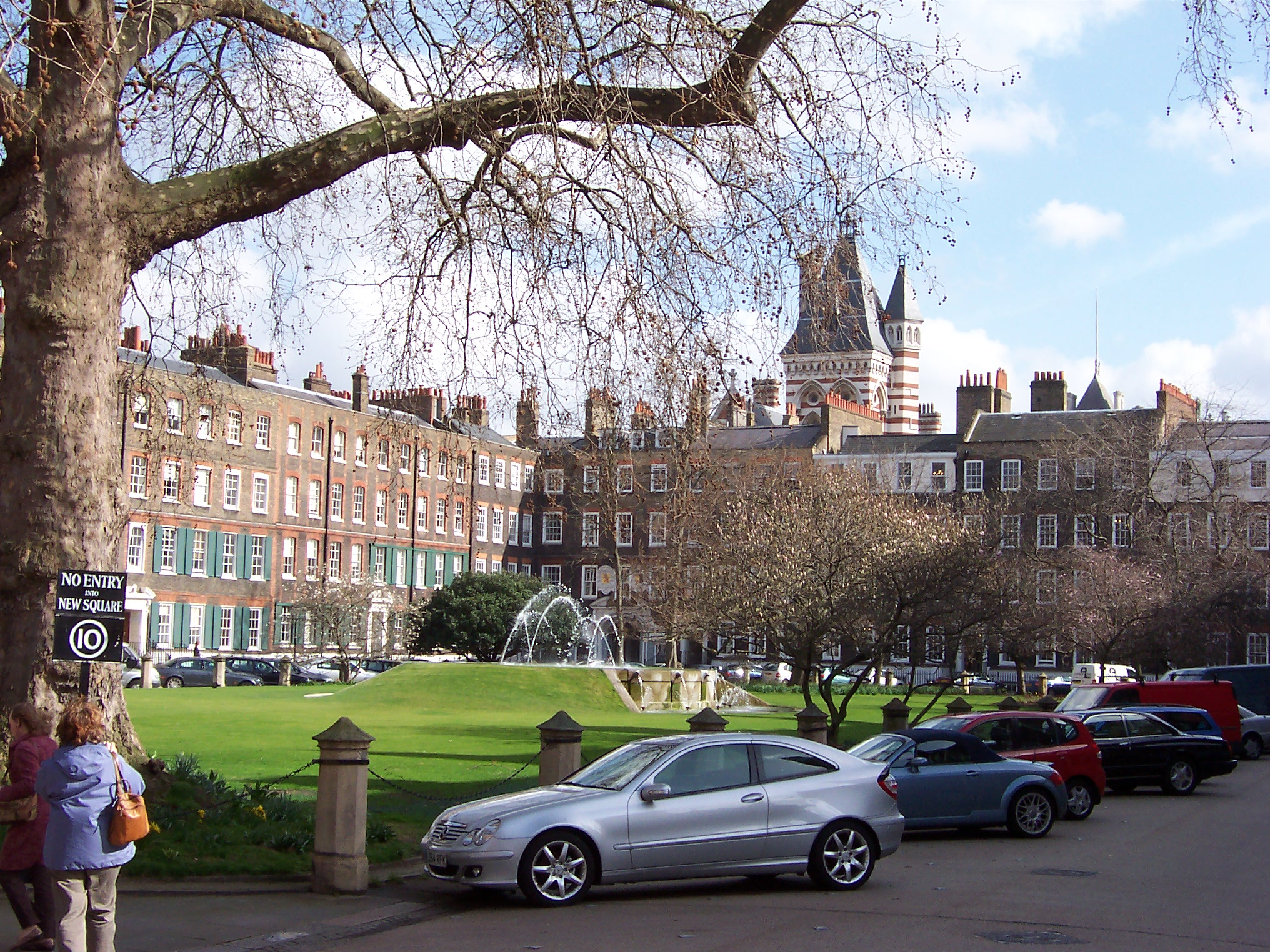
ニュー・スクウェア
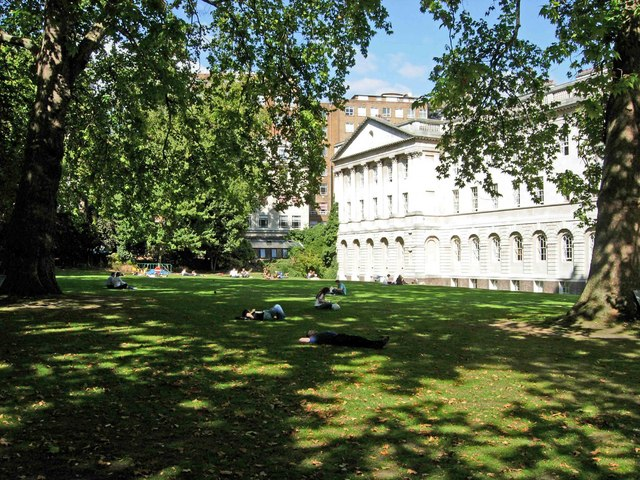
ガーデン
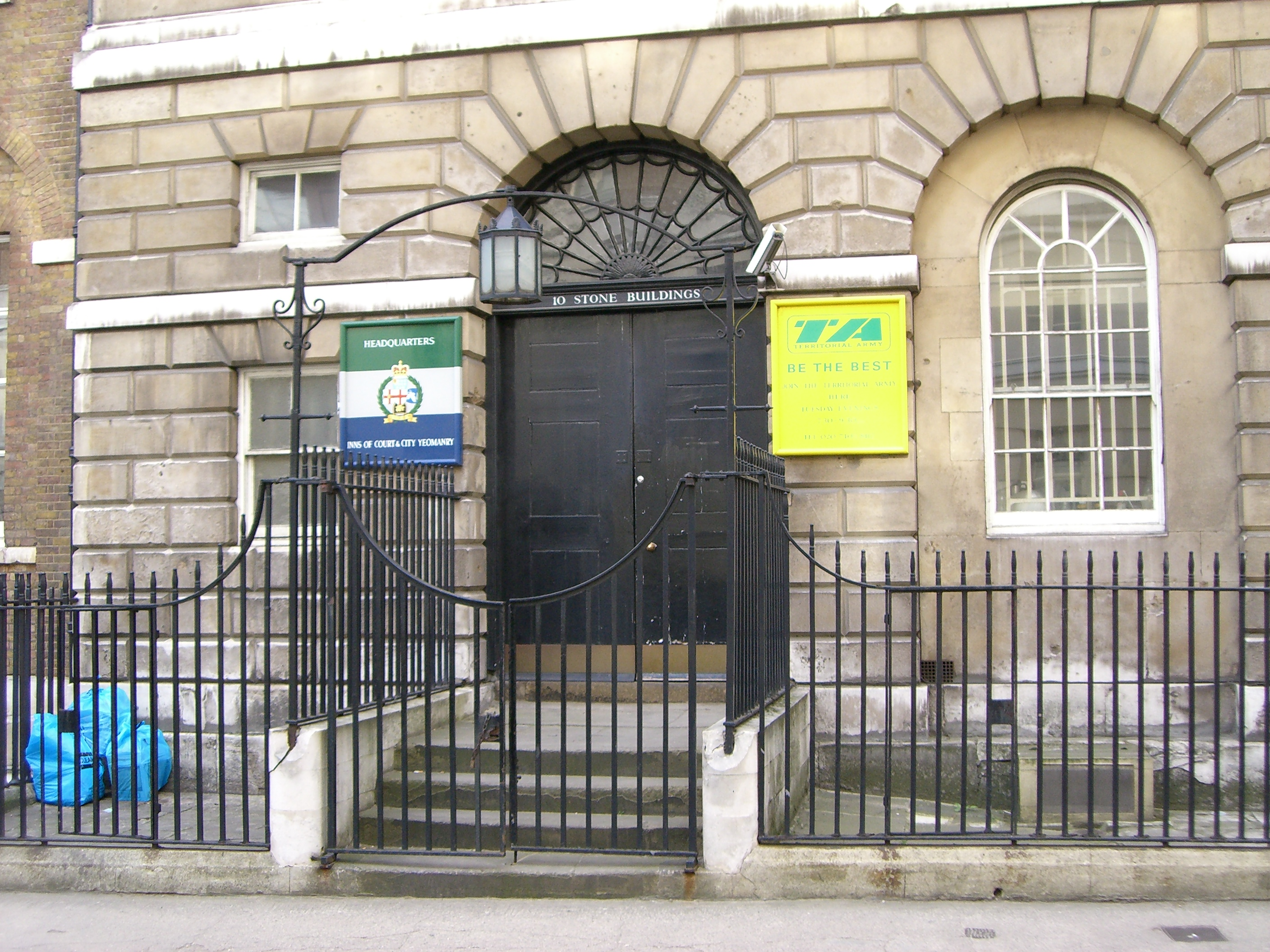
68 Signal Squadron本部